# Voropaiivka, Ivankiv
Voropaiivka (în ucraineană Воропаївка) este un sat în comuna Șpîli din raionul Ivankiv, regiunea Kiev, Ucraina.

## Demografie
Componența lingvistică a localității Voropaiivka
     Ucraineană (99,53%)
     Alte limbi (0,47%)
Conform recensământului din 2001, majoritatea populației localității Voropaiivka era vorbitoare de ucraineană (99,53%), existând în minoritate și vorbitori de alte limbi.